# Elende
Elende ist ein Ortsteil der Stadt Bleicherode im Landkreis Nordhausen in Thüringen.

## Lage
Elende liegt nördlich der Hainleite an der Landesstraße 3080 (ehemals B80) und wird nördlich von der Bundesautobahn 38 flankiert. Etwa 1,7 Kilometer westlich des Ortszentrums fließt die Wipper. Um die Ortschaft liegen landwirtschaftliche Nutzflächen, im Osten zudem ein Waldgebiet. Nachbarorte sind südlich Friedrichslohra, Großwenden und Kleinwenden und Münchenlohra, sowie nordöstlich Pustleben. Niedergebra ist nur zwei Kilometer entfernt.
Der Ort liegt im Gebiet des Kalirevier Südharz.

## Geschichte und Sehenswürdigkeiten
Elende wurde erstmals 1212 urkundlich erwähnt. Das Dorf war früher Wallfahrtsort, ein Kollegiatstift mit 6 Kanonikern betreute die Wallfahrt. Elende war schon im Mittelalter in Deutschland bedeutend als Kreuzungspunkt von Handelsrouten, an dem Herbergen und ein Hospital standen. Die Wegekapelle aus dem 13. Jahrhundert ist bis heute erhalten. 
Um 1414 wurde erstmals von einem wundertätigen Marienbild in Elende berichtet. Ab dem Jahr 1419 wurde die Rosenkirche erbaut, die der Jungfrau Maria geweiht ist. Die Kirche mit ihren vier Schnitzaltären und einer Reliquiensammlung wurde zum Wallfahrtsort, an dem bis 1517 von Wundern berichtet wurde. Die Pilgerzeichen der Wallfahrtskirche in Elende wurden bis nach Norwegen gefunden. Das Wunderbuch von Elende ist heute im Heiligenstädter Museum zu sehen. 1799 wurde ein Teil der Kirche wegen Baufälligkeit abgerissen. 
Das Dorf war und ist landwirtschaftlich geprägt. Am 22. Januar 1994 erfolgte die Eingliederung des Ortes als Ortsteil nach Bleicherode. Es besteht eine Busverbindung nach Bleicherode.
Elende ist Teil des UNESCO Global Geopark Harz.

## Politik
Ortsteilbürgermeister ist seit 2014 Magnus Englert (CDU). Er wurde zuletzt bei den Kommunalwahlen 2024 mit 83,3 Prozent der Stimmen im Amt bestätigt.